# Corridor climatique
 (février 2025).
 (février 2025).
Un « corridor climatique », « couloir climatique » ou « corridors d'extension d'aire de répartition » est un corridor biologique particulier, dont les conditions doivent contribuer à assurer la survie des espèces sauvages en permettant à nouveau leur migration naturelle sur un axe nord-sud ou vers des zones d'altitude ou littorale plus fraiches, afin d'échapper aux effets du réchauffement climatique (réchauffement dans un premier temps, et éventuellement invasions marines ou inondations ensuite).

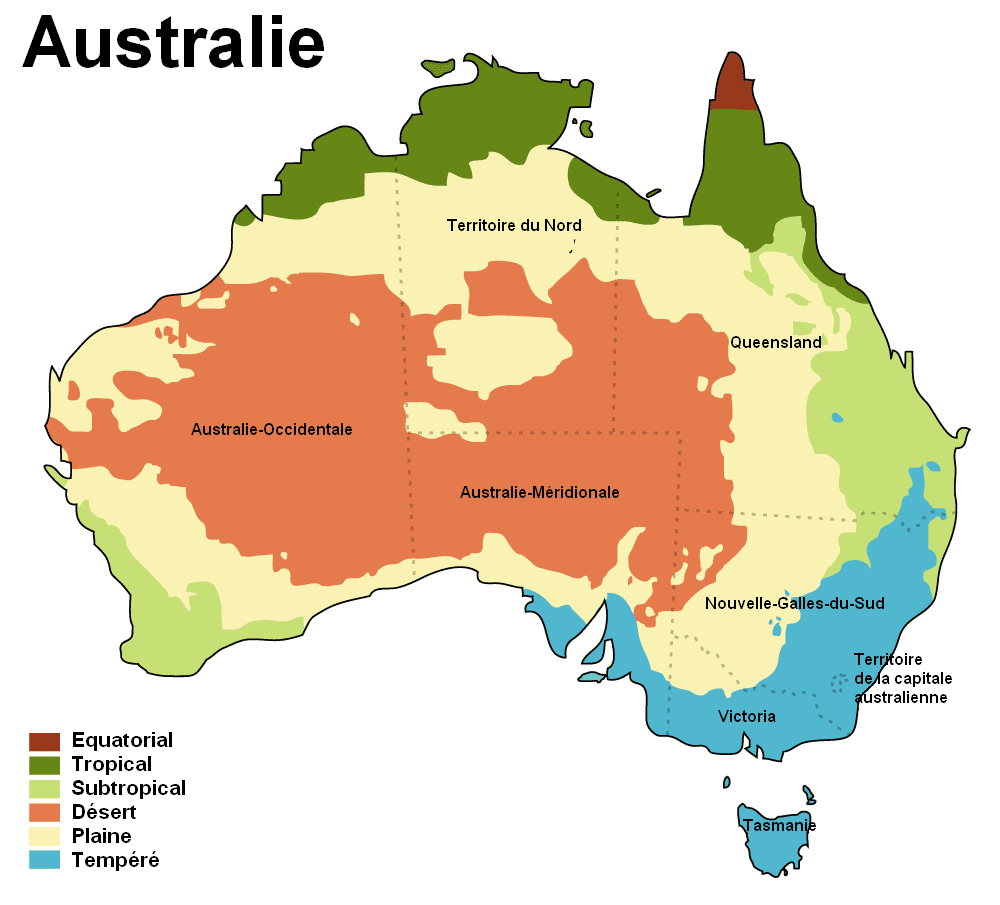
Zones climatiques en Australie
Équatorial
Tropical
Subtropical
Désert
Prairie et savane
Tempérée

.

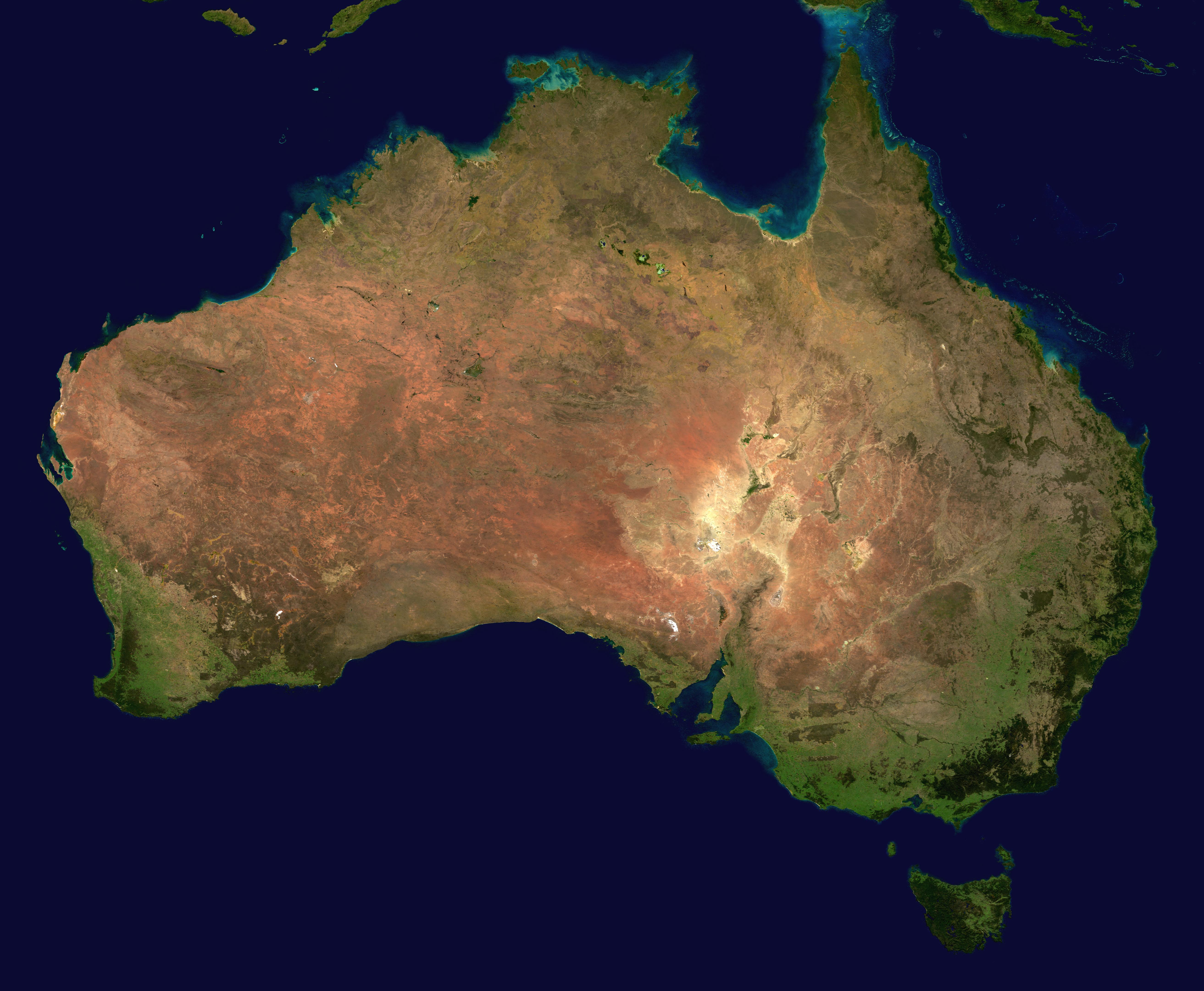
L'Est du pays est le plus vert, mais aussi le plus construit, habité et fragmenté par les routes et autoroutes

Ce concept s'est d'abord concrétisé en Australie, avec la constitution et la protection pérenne d'un premier « corridor climatique pancontinental », décidées par le gouvernement d'Australie en 2007.

## Description
Le couloir climatique transcontinental australien sera long de 2800 kilomètres (1740 miles). 

Il sera un élément particulier du réseau écologique continental, reliant les principaux habitats naturels du littoral oriental du continent des alpes australiennes (au sud), jusqu'au nord tropical de l'Australie. Un sous ensemble du réseau écologique dit biolinks (pour les anglophones) vise à favoriser l'adaptation de la biodiversité au changement climatique en facilitant ses déplacements. 

Le tracé en a été choisi pour qu’il puisse s’appuyer sur un réseau existant de forêts et de zones végétalisées, mais il reste quelques obstacles physiques et sociopsychologiques à lever.

## Objectif
Après 5 ans de préparation, ce corridor transcontinental a été approuvé mi 2007 par le Gouvernement fédéral et les états australiens. Il a pour objectif de permettre que les espèces menacées par le réchauffement puissent migrer vers le sud plus frais au gré des saisons et des aléas climatiques, et si nécessaire traverser le continent comme elles auraient naturellement pu le faire en l’absence d’infrastructures humaines fragmentantes.
Objectifs scientifiques : À une telle échelle, cette expérimentation est une première, qui devrait aussi permettre aux scientifiques d’étudier les conditions minimales requises pour que ce type de corridor fonctionne, ainsi que les capacités de résilience écologique de certaines espèces bioindicatrices et de groupements animaux et végétaux, dans le contexte australien. L’Australie bénéficie déjà d’une expérience en matière de corridors biologiques (testés depuis plus d’une dizaine d’année), y compris avec l'objectif de restaurer les sols (humus) et des puits de carbone (exemple).

Les leçons de cette expérience pourraient inspirer d’autres projets ou ajouter une fonction de réponse au choc climatique attendu, pour d’autres projets locaux ou pancontinentaux (Corridor écologique panaméricain, Réseau écologique paneuropéen).
Ce type de corridor est d'ailleurs l'une des mesures d'adaptation au dérèglement climatique proposées par la Commission européenne pour l'Europe, d'abord dans son livre vert, puis retenue dans le livre blanc réalisé sur le même sujet

## Dans le monde
De nombreux pays ont commencé à constituer des réseaux de corridors plus ou moins protégés ou l'envisagent.[réf. nécessaire] A titre d'exemple,« Le couloir biologique méso-américain créé en 1998, par exemple, couvre une zone sauvage ininterrompue qui s’étend du Mexique au Panama, et permet de protéger 106 espèces fortement menacées. À lui seul, le tronçon qui traverse Belize donne aux grands félins vulnérables comme le jaguar et le puma l’espace nécessaire pour se promener d’une zone protégée à l’autre »
.

## En Europe
Dans son livre blanc sur l'adaptation au changement climatique, en 2009, la commission européenne, concernant les habitats naturels a demandé en 2009 aux États-membres et parties prenantes de la biodiversité qu'il soit tenu « compte des incidences du changement climatique dans la gestion de Natura 2000 afin d'assurer la diversité des zones naturelles et une connexion entre ces dernières et, partant, de permettre aux espèces de migrer et de survivre lorsque les conditions climatiques changent », la commission précisant que « à l'avenir, il pourra être nécessaire d'envisager de rendre le paysage perméable de manière à améliorer l'interconnexion des zones naturelles ». Parallèlement, la commission propose aussi comme objectif d'« étudier les politiques et mesures possibles pour augmenter la capacité de stockage de l'eau des écosystèmes en Europe ».

## Limites et perspectives
Les noyaux de biodiversité et les milieux concernés seront des parcs nationaux, forêts d'État, et terrains publics (propriétés du gouvernement). 
Le réseau pourrait être plus étendu et peut-être plus fonctionnels et efficient avec l’implication de propriétaires privés riverains ou proches du couloir. David Lindenmayer, de l'Université nationale d'Australie, invite les états australiens à signer des accords volontaires avec les propriétaires privés pour augmenter la capacité du couloir climatique. Organisme australien pour la recherche scientifique et industrielle, le CSIRO invite de son côté les responsables et citoyens à prendre d’autres initiatives pour protéger la biodiversité et les climats variés de l’Australie.

On ignore en effet si un seul couloir de ce type peut suffire, et quelle largeur minimale il devrait avoir. La stratégie paneuropéenne et les théories scientifiques de l'écologie du paysage promeuvent la constitution d’un maillage écologique complexe de réseaux de corridors biologiques plutôt qu’une seule infrastructure de ce type. Mais les réseaux écologiques sont déjà mal concrétisés à échelle régionale ou nationale. Aucun n'a, en 2007, déjà abouti à une échelle pancontinentale.

L’Australie est aussi un pays très touché par des invasions biologiques induites par de nombreuses introductions d’espèces non autochtones (lapin, étourneau, chameau, fourmis, etc.). 
Un des freins à ce type de projet était la crainte qu’un tel couloir soit utilisé par des espèces invasives, mais outre qu’il semble que le réseau routier, ferroviaire, aérien et des canaux leur suffise,  une diversité biologique naturelle maintenue grâce à ce corridor « climatique » pourrait être un frein aux invasions biologique. De plus ce risque est à mettre en balance avec le risque de disparition de nombreuses espèces qui ne pourraient pas à nouveau se déplacer normalement pour fuir les zones devenues climatiquement invivables pour elles.[réf. nécessaire]

## Urgence
Les météorologues officiels[Qui ?] confirmaient en 2006 que le réchauffement mesuré est tel que les températures des villes les plus fraîches (au sud) augmentent à un rythme équivalent à un déplacement de 100 kilomètres par an vers les villes les plus chaudes du nord. De nombreuses villes sont déjà soumises à des restrictions d’eau et d’arrosage, malgré des moyens accrus de pompage et prospection.
Selon une étude d’AgroParisTech, du CNRS et de l'Institut des sciences et industries du vivant et de l'environnement (Université Catholique du Chili), les populations végétales montent en altitude pour retrouver une température correspondant à leurs besoins biologiques à raison d'environ 29 m par décennie (étude portant sur le déplacement des populations végétales en réponse au réchauffement global et publiée le 27 juin 2008 dans la revue Science). Il conviendrait donc de conserver ou restaurer des corridors permettant leur déplacement vers les zones d'altitude.

## Coût
Les communiqués n'ont pas annoncé de coûts, mais précisent que le pays s'attend à une période de sécheresse d'au moins 10 ans, qui devrait affecter les revenus économiques du pays d'au moins 1 %.

## Contexte
La décision de mettre en œuvre un corridor climatique en Australie est intervenue alors que l'Australie était critiquée en interne et par une partie de la communauté internationale pour son refus de signer le Protocole de Kyoto et en raison de l’augmentation continue de ses émissions de gaz à effet de serre.

 Ce projet s’appuie sur des projets transcontinentaux datant des années 1990. Mais depuis, les incertitudes éco-climatiques se sont renforcées et leurs effets sont devenus visibles pour les australiens ; l'Australie est déjà le continent le plus sec et il connaît d’importants phénomènes de désertificiation, salinisation et dégradation de sols cultivés. Les climatologues y annoncent une augmentation de la température qui pourrait atteindre 6.7C° d'ici 2080 dans le bush déjà désertifié. La déforestation se poursuit (notamment en Tasmanie), bien que partiellement compensée par des plantations industrielles et parfois, localement, d’intérêt écologique.

L’occurrence et la gravité des incendies augmente jusque dans les zones habitées, le taux d’Ultra violet est trop élevé en raison du « trou » de la couche d’ozone qui est plus grand au-dessus de l’antarctique que du pôle nord.
Ce projet est soutenu par diverses ONG et par l'UICN (Union Internationale pour la Conservation de la Nature).

#### Concernant spécifiquement l'Australie et le principe des «biolinks»
- Bennett, S., Brereton, R. & Mansergh, I., 1992. Enhanced Greenhouse and the wildlife of south eastern Australia. Arthur Rylah Res. Instit. Tech Rep. 127.
- Brereton R, Bennett S.& Mansergh I., 1995. Enhanced greenhouse climate change and its potential effect on selected fauna of south-eastern Australia: a trend analysis. Biological Conservation 72: 339-354.
- Department of Sustainability and Environment (Victoria) (2009). Securing Our Natural Future. (author, Melbourne). (Lien)
- Hilty JA, Lidicker WZ & Merenlender AM (2006). Corridor Ecology: The science and practice of linking landscapes for biodiversity conservation (Island Press, Washington): 323.
- Mansergh I & Cheal D (2007). Protected area planning and management for eastern Australian temperate forests and woodland ecosystems under climate change – a landscape approach, Chapter 8 in Taylor M & Figgis P {eds] Protected areas: buffering against climate change : Proceedings of a WWF and IUCN World Commission on Protected Areas symposium: 18–19 June 2007, Canberra. (WWF Australia, Sydney).
- Mansergh I, Cheal D & Fitzsimons J (2008). Future landscapes in south-eastern Australia: the role of protected areas and biolinks in adaptation to climate change. Biodiversity 9 3& 4: 59-70. (Lien)
- Mansergh, I, Lau A. & Anderson, R. 2008. Geographic landscape visualisation in planning adaptation to climate change in Victoria, Australia, In Pettit C, William Cartwright W, Bishop I, Lowell K, Pullar D, Duncan D [eds] (2008). Landscape Analysis and Visualisation. Lecturer Notes in Geoinformation and Cartography Series (Springer, Berlin): Chapter 23. (Lien)
- Opdam P & Wascher P (2004). Climate change meets habitat fragmentation: linking landscape and biogeographical scale levels in research and conservation. Biological Conservation 117: 285–97.
- Wilson K (2009). Gondwanalink meets decision theory. Decision Point 25: 10-12. Lien)

Vidéographie
- [vidéo] explication des motivations australiennes/interview
- [vidéo] « Corridors biologiques » (Cassette vidéo, Région Nord Pas-de-Calais, 1999 / (épuisée) et Rapport Ecotone (Direction Environnement)
- [vidéo] « Les chemins de la vie - Sauvons les corridors biologiques » - Cassette vidéo et exposition du Conseil Général de l'Isère (Service environnement) ; 2003.